# Лонгслів
Лонгслів (англ. — long — довгий, sleeve — рукав) — футболка з довгим рукавом. Це може бути термобілизна, нижня білизна, тренувальний одяг тощо. Ці речі виготовляються з тонкої тканини і зазвичай мають округлий виріз під горло. Светр дуже нагадує Лонгслів, але він має ширшу талію. В деяких магазинах можна побачити светри з довгими рукавами, які називаються Лонгслів. Часто на Лонгслів наносять яскраві малюнки, принти й інші стильні деталі дизайну. Подібні футболки користуються величезною популярністю у скейтерів, велосипедистів і навіть у шанувальників хард року. Лонгслів з моменту своєї появи проявив себе незамінним атрибутом одягу, а з плином часу почав витісняти звичайну футболку. Виробники помітили, що деякі підлітки люблять одягати футболку з коротким рукавом зверху Лонгсліва. Таким чином був створений Лонгслів, рукава якого ніби пришиті до звичайної футболки.
Однак саме використання принтів, логотипів, цікавих колірних комбінацій вивело його в окрему річ - лонгслів. Сьогодні їх люблять надягати не тільки в «качалку», а й на різні заходи, а також на кожен день. Поєднується він з: класичними брюками; джинсами; жилетом; піджаком; джемпером.